# Дураки и дороги
«В России две беды: дураки и дороги» — крылатое выражение, приписываемое нескольким русским авторам XVIII—XIX веков, но, по-видимому, придуманное сатириком М. Н. Задорновым в 1988 году.
В различных источниках автором выражения называется Гоголь, Салтыков-Щедрин, Карамзин, П. А. Вяземский, и даже Николай I. Однако в национальном корпусе русского языка выражение отсутствовало до второй половины 1990-х годов. Согласно исследованию К. В. Душенко, первое письменное упоминание (с атрибуцией Гоголю) относится к 1989 году (запись выступления депутата от Коми АССР на II съезде народных депутатов СССР), а автором выражения является юморист М. Н. Задорнов, который в конце 1980-х годов читал со сцены монолог «Страна героев» со словами: «Гоголь писал: „В России есть две беды: дороги и дураки“. Вот такое завидное постоянство мы сохраняем по сей день». После потери необязательного глагола «есть» и смены порядка слов на более ритмичный выражение стало легко запоминающимся и получило распространение.
Однако еще в 1988 году в интервью рижской газете «Ригас балсс» Задорнов говорил то же самое: «Еще Николай Гоголь писал, что в России две беды: дороги и дураки. Вот такое завидное постоянство мы сохраняем и по сей день. И если раньше, в период застоя, дураки сидели себе и никого не трогали, то сегодня они проснулись и такое творят, что я опасаюсь за перестройку».
По мнению Душенко, Задорнов приписал высказывание классику русской литературы из осторожности и для придания большей авторитетности. Ссылка выглядела правдоподобной, поскольку жалобы на дороги и дураков (по отдельности) до этого встречались в русской литературе и истории:
- «Пока у нас дороги плохи, / Мосты забытые гниют…» (Пушкин);
- «Расстояния — бич России» (Николай I, 1839);
- «Дураков не убавим в России, / А на умных тоску наведём» (Некрасов, 1857);
- Некрасов следовал за Фонвизиным с его жалобой на импорт иностранных дураков: «Ты хочешь здешние обычаи исправить; / Ты хочешь дураков в России поубавить»;
- ближайший аналог находится у Ильфа и Петрова — «бездорожье и разгильдяйство».

Душенко также отмечает параллели с эпиграммой, приписываемой Гиляровскому: «В России две напасти: / Внизу — власть тьмы, / А наверху — тьма власти». По мнению Душенко, под влиянием этой эпиграммы слово «напасти» зачастую употребляется вместо слова «беды» в высказывании о дураках и дорогах.
По мнению В. В. Ильина, появление описаний России на основе «антицивилизационизма» может объяснять то, что со временем соборность претерпевала деформации во время кризисов. Ильин приводит в пример описания толстовского персонажа — Левина, отмечая сходство с формулой «дураков и дорог».
Журналисты активно пользуются фразой о дураках и дорогах для завуалированного выражения отрицательной оценки интеллекта: «Это самый востребованный … феномен, обеспечивающий коммуникативную безопасность от отрицательной оценки чьего-либо ума». Л. Б. Никитина находит в выражении по крайней мере три слоя:
- толкование ума в расширенном виде;
- признание национальной специфики интеллекта;
- самокритика собственных умственных усилий.

В СМИ отмечается распространение трансформированных и искажённых отсылок к выражению о дураках и дорогах с разнообразным указанием авторства.

## Статьи
- Кувалдин С. А. Русская идея в семи цитатах… откуда взялись самые расхожие афоризмы о России и русских. — Arzamas.academy.